# Torneo Nacional de Ascenso 1992-93
La temporada 1992-93 del Torneo Nacional de Ascenso fue la primera edición del torneo argentino de segundo nivel para equipos de baloncesto. Surgió como la sucesión de la Liga "B", que pasó a ser el tercer escalón nacional para clubes.
El torneo contó con dieciséis equipos, varios que habían disputado la última edición de la Liga "B" y River Plate, que descendió desde la anterior Liga Nacional.
El campeón fue Deportivo Roca de Río Negro, que derrotó en la final a Independiente de General Pico y obtuvo el ascenso directo. Por su parte, el equipo pampeano disputó un repechaje ante Independiente de Neuquén por una plaza en la siguiente Liga Nacional, lugar que quedó en manos del equipo de General Pico.

## Equipos participantes
| Club                | Procedencia                      | Estadio               |
| Belgrano            | San Nicolás, Buenos Aires        |                       |
| Ciclista Olímpico   | La Banda, Santiago del Estero    |                       |
| Deportivo Madryn    | Puerto Madryn, Chubut            | Palacio Aurinegro     |
| Deportivo Roca      | General Roca, Río Negro          |                       |
| Petrolero Argentino | Plaza Huincul, Neuquén           |                       |
| Gimnasia y Esgrima  | La Plata, Buenos Aires           | Polideportivo         |
| River Plate         | Capital Federal                  |                       |
| Luz y Fuerza        | Posadas, Misiones                |                       |
| Personal de Cosecha | Resistencia, Chaco               |                       |
| San Jorge           | San Jorge, Provincia de Santa Fe |                       |
| Libertad            | Sunchales, Provincia de Santa Fe |                       |
| SIDERCA             | Campana, Buenos Aires            |                       |
| Unión Progresista   | Villa Ángela, Chaco              |                       |
| Independiente       | General Pico, La Pampa           | Gigante de la Avenida |
| Pico FC             | General Pico, La Pampa           | Parque Ángel Larrea   |
| Unión               | Sunchales, Provincia de Santa Fe |                       |

## Desarrollo del torneo

### Primera Fase
| Equipo                            | Partidos | Ganados | Perdidos | Puntos |
| --------------------------------- | -------- | ------- | -------- | ------ |
| Ciclista Olímpico                 | 6        | 3       | 3        | 9      |
| Luz y Fuerza (Posadas)            | 6        | 3       | 3        | 9      |
| Unión Progresista (Villa Ángela)  | 6        | 3       | 3        | 9      |
| Personal de Cosecha (Resistencia) | 6        | 3       | 3        | 9      |

| Equipo                 | Partidos | Ganados | Perdidos | Puntos |
| ---------------------- | -------- | ------- | -------- | ------ |
| Libertad               | 6        | 5       | 1        | 11     |
| Unión (Sunchales)      | 6        | 3       | 3        | 9      |
| San Jorge (Santa Fe)   | 6        | 2       | 4        | 8      |
| Belgrano (San Nicolás) | 6        | 2       | 4        | 8      |

| Equipo                        | Partidos | Ganados | Perdidos | Puntos |
| ----------------------------- | -------- | ------- | -------- | ------ |
| Siderca (Campana)             | 6        | 5       | 1        | 11     |
| River Plate                   | 6        | 4       | 2        | 10     |
| Deportivo Madryn              | 6        | 3       | 3        | 9      |
| Gimnasia y Esgrima (La Plata) | 6        | 0       | 6        | 6      |

| Equipo                              | Partidos | Ganados | Perdidos | Puntos |
| ----------------------------------- | -------- | ------- | -------- | ------ |
| Deportivo Roca                      | 6        | 5       | 1        | 11     |
| Pico FC                             | 6        | 3       | 3        | 9      |
| Independiente (General Pico)        | 6        | 3       | 3        | 9      |
| Petrolero Argentino (Plaza Huincul) | 6        | 1       | 5        | 7      |

### Segunda fase
| Equipos | Equipos                | A   | PJ | PG | PP | Pts  |
| ------- | ---------------------- | --- | -- | -- | -- | ---- |
| 1.°     | Unión Progresista      | 4.5 | 14 | 9  | 5  | 27.5 |
| 2.°     | Ciclista Olímpico      | 4.5 | 14 | 9  | 5  | 27.5 |
| 3.°     | Libertad               | 5.5 | 14 | 7  | 7  | 26.5 |
| 4.°     | San Jorge              | 4.0 | 14 | 8  | 6  | 26.0 |
| 5.°     | Luz y Fuerza (Posadas) | 4.5 | 14 | 7  | 7  | 25.5 |
| 6.°     | Unión (Sunchales)      | 4.5 | 14 | 6  | 8  | 24.5 |
| 7.°     | Cosecha                | 4.5 | 14 | 6  | 8  | 24.5 |
| 8.°     | Belgrano (San Nicolás) | 4.0 | 14 | 4  | 10 | 22.0 |

| Equipos | Equipos                             | A   | PJ | PG | PP | Pts  |
| ------- | ----------------------------------- | --- | -- | -- | -- | ---- |
| 1.°     | Siderca                             | 5.5 | 14 | 11 | 3  | 30.5 |
| 2.°     | Deportivo Roca                      | 5.5 | 14 | 9  | 5  | 28.5 |
| 3.°     | River Plate                         | 5.0 | 14 | 9  | 5  | 28.0 |
| 4.°     | Pico FC                             | 4.5 | 14 | 8  | 6  | 26.5 |
| 5.°     | Deportivo Madryn                    | 4.5 | 14 | 7  | 7  | 25.5 |
| 6.°     | Independiente (General Pico)        | 4.5 | 14 | 5  | 9  | 23.5 |
| 7.°     | Petrolero Argentino (Plaza Huincul) | 3.5 | 14 | 6  | 8  | 23.5 |
| 8.°     | Gimnasia y Esgrima La Plata         | 3.0 | 14 | 1  | 13 | 18.0 |

|  |                                                     |
|  | Clasificados a la definición del 1.° al 4.° puesto. |
|  | Clasificados a la reclasificación.                  |
|  | Participan en la serie por la permanencia.          |

### Tercera fase; play-offs

#### Definición del 1.° al 4.° puesto
|  | Llave 1 |                   |   |  |
|  |         |                   |   |  |
|  | 1.°ZS   | Siderca           | 0 |  |
|  | 1.°ZS   | Siderca           | 0 |  |
|  | 1.°ZN   | Unión Progresista | 3 |  |
|  | 1.°ZN   | Unión Progresista | 3 |  |

|  | Llave 2 |                |   |  |
|  |         |                |   |  |
|  | 2.°ZS   | Deportivo Roca | 3 |  |
|  | 2.°ZS   | Deportivo Roca | 3 |  |
|  | 2.°ZN   | Olímpico       | 1 |  |
|  | 2.°ZN   | Olímpico       | 1 |  |

#### Reclasificación
|  | Llave 1 |                    |   |  |
|  |         |                    |   |  |
|  | 5.°     | Libertad           | 2 |  |
|  | 5.°     | Libertad           | 2 |  |
|  | 12.°    | Independiente (GP) | 3 |  |
|  | 12.°    | Independiente (GP) | 3 |  |

|  | Llave 2 |                  |   |  |
|  |         |                  |   |  |
|  | 6.°     | San Jorge        | 1 |  |
|  | 6.°     | San Jorge        | 1 |  |
|  | 11.°    | Deportivo Madryn | 3 |  |
|  | 11.°    | Deportivo Madryn | 3 |  |

|  | Llave 3 |                        |   |  |
|  |         |                        |   |  |
|  | 7.°     | Pico FC                | 3 |  |
|  | 7.°     | Pico FC                | 3 |  |
|  | 10.°    | Luz y Fuerza (Posadas) | 2 |  |
|  | 10.°    | Luz y Fuerza (Posadas) | 2 |  |

|  | Llave 4 |             |   |  |
|  |         |             |   |  |
|  | 8.°     | River Plate | 3 |  |
|  | 8.°     | River Plate | 3 |  |
|  | 9.°     | Unión (S)   | 0 |  |
|  | 9.°     | Unión (S)   | 0 |  |

#### Permanencia
|  | Llave 1 |               |   |  |
|  |         |               |   |  |
|  | 12.°    | Cosecha       | 3 |  |
|  | 12.°    | Cosecha       | 3 |  |
|  | 16.°    | Gimnasia (LP) | 0 |  |
|  | 16.°    | Gimnasia (LP) | 0 |  |

|  | Llave 2 |               |   |  |
|  |         |               |   |  |
|  | 14.°    | Petrolero     | 1 |  |
|  | 14.°    | Petrolero     | 1 |  |
|  | 15.°    | Belgrano (SN) | 3 |  |
|  | 15.°    | Belgrano (SN) | 3 |  |

El resultado que figura en cada serie es la suma de los partidos ganados por cada equipo.
El equipo que figura primero en cada llave es el que obtuvo la ventaja de localía.
- Gimnasia y Esgrima (La Plata) y Petrolero Argentino descienden a la Liga Nacional B.

#### Campeonato
|  | Cuartos de final | Cuartos de final   | Cuartos de final |                    |     | Semifinales    | Semifinales | Semifinales |  |     | Final          | Final | Final |  |
|  |                  |                    |                  |                    |     |                |             |             |  |     |                |       |       |  |
|  |                  |                    |                  |                    |     |                |             |             |  |     |                |       |       |  |
|  | 2.°              | Deportivo Roca     | 3                |                    |     |                |             |             |  |     |                |       |       |  |
|  | 2.°              | Deportivo Roca     | 3                |                    |     |                |             |             |  |     |                |       |       |  |
|  | 7.°              | Pico FC            | 2                |                    |     |                |             |             |  |     |                |       |       |  |
|  | 7.°              | Pico FC            | 2                |                    | 2.° | Deportivo Roca | 3           |             |  |     |                |       |       |  |
|  |                  |                    |                  |                    | 2.° | Deportivo Roca | 3           |             |  |     |                |       |       |  |
|  |                  |                    | 4.°              | Deportivo Madryn   | 2   |                |             |             |  |     |                |       |       |  |
|  | 3.°              | Siderca            | 4.°              | Deportivo Madryn   | 2   | 2              |             |             |  |     |                |       |       |  |
|  | 3.°              | Siderca            |                  |                    |     |                |             |             |  |     |                |       |       |  |
|  | 6.°              | Deportivo Madryn   | 3                |                    |     |                |             |             |  |     |                |       |       |  |
|  | 6.°              | Deportivo Madryn   | 3                |                    |     |                |             |             |  | 1.° | Deportivo Roca | 3     |       |  |
|  |                  |                    |                  |                    |     |                |             |             |  | 1.° | Deportivo Roca | 3     |       |  |
|  |                  |                    | 8.°              | Independiente (GP) | 0   |                |             |             |  |     |                |       |       |  |
|  | 4.°              | Olímpico           | 8.°              | Independiente (GP) | 0   | 1              |             |             |  |     |                |       |       |  |
|  | 4.°              | Olímpico           |                  |                    |     |                |             |             |  |     |                |       |       |  |
|  | 5.°              | River Plate        | 3                |                    |     |                |             |             |  |     |                |       |       |  |
|  | 5.°              | River Plate        | 3                |                    | 5.° | River Plate    | 2           |             |  |     |                |       |       |  |
|  |                  |                    |                  |                    | 5.° | River Plate    | 2           |             |  |     |                |       |       |  |
|  |                  |                    | 8.°              | Independiente (GP) | 3   |                |             |             |  |     |                |       |       |  |
|  | 1.°              | Unión Progresista  | 8.°              | Independiente (GP) | 3   | 1              |             |             |  |     |                |       |       |  |
|  | 1.°              | Unión Progresista  |                  |                    |     |                |             |             |  |     |                |       |       |  |
|  | 8.°              | Independiente (GP) | 3                |                    |     |                |             |             |  |     |                |       |       |  |
|  | 8.°              | Independiente (GP) | 3                |                    |     |                |             |             |  |     |                |       |       |  |
|  |                  |                    |                  |                    |     |                |             |             |  |     |                |       |       |  |

El resultado que figura en cada serie es la suma de los partidos ganados por cada equipo.
El equipo que figura primero en cada llave es el que obtuvo la ventaja de localía.

### Final por el ascenso
Referencia: Guía oficial 2015/16.
|            | Deportivo Roca | 101–82 | Independiente (GP) |                        |  |  |
|            |                |        |                    |                        |  |  |
|            |                |        |                    | Pabellón: General Roca |  |  |
| Serie: 1-0 |                |        |                    |                        |  |  |
|            |                |        |                    |                        |  |  |

|            | Deportivo Roca | 82–81 | Independiente (GP) |                        |  |  |
|            |                |       |                    |                        |  |  |
|            |                |       |                    | Pabellón: General Roca |  |  |
| Serie: 2-0 |                |       |                    |                        |  |  |
|            |                |       |                    |                        |  |  |

|            | Independiente (GP) | 86–92 | Deportivo Roca |                        |  |  |
|            |                    |       |                |                        |  |  |
|            |                    |       |                | Pabellón: General Pico |  |  |
| Serie: 0-3 |                    |       |                |                        |  |  |
|            |                    |       |                |                        |  |  |

### Repechaje por el segundo ascenso
Referencia: Guía oficial 2015/16.
|           | Independiente (N) | 83–68 | Independiente (GP) |                   |  |  |
|           |                   |       |                    |                   |  |  |
|           |                   |       |                    | Pabellón: Neuquén |  |  |
| serie 1-0 |                   |       |                    |                   |  |  |
|           |                   |       |                    |                   |  |  |

|           | Independiente (N) | 91–98 | Independiente (GP) |                   |  |  |
|           |                   |       |                    |                   |  |  |
|           |                   |       |                    | Pabellón: Neuquén |  |  |
| serie 1-1 |                   |       |                    |                   |  |  |
|           |                   |       |                    |                   |  |  |

|           | Independiente (GP) | 83–81 | Independiente (N) |                        |  |  |
|           |                    |       |                   |                        |  |  |
|           |                    |       |                   | Pabellón: General Pico |  |  |
| serie 2-1 |                    |       |                   |                        |  |  |
|           |                    |       |                   |                        |  |  |

|           | Independiente (GP) | 90–85 | Independiente (N) |                        |  |  |
|           |                    |       |                   |                        |  |  |
|           |                    |       |                   | Pabellón: General Pico |  |  |
| serie 3-1 |                    |       |                   |                        |  |  |
|           |                    |       |                   |                        |  |  |

## Posiciones finales
Referencia: Guía oficial 2015/16.
| Equipo | Equipo                              |
| ------ | ----------------------------------- |
| 1.°    | Deportivo Roca                      |
| 2.°    | Independiente (General Pico)        |
| 3.°    | River Plate                         |
| 4.°    | Deportivo Madryn                    |
| 5.°    | Unión Progresista                   |
| 6.°    | SIDERCA (Campana)                   |
| 7.°    | Ciclista Olímpico                   |
| 8.°    | Pico FC                             |
| 9.°    | Libertad                            |
| 10.°   | Luz y Fuerza (Posadas)              |
| 11.°   | San Jorge (San Jorge)               |
| 12.°   | Unión (Sunchales)                   |
| 13.°   | Personal de Cosecha                 |
| 14.°   | Belgrano (San Nicolás)              |
| 15.°   | Petrolero Argentino (Plaza Huincul) |
| 16.°   | Gimnasia y Esgrima La Plata         |

|  | Ascenso a la Liga Nacional. |
|  | Descenso a la Liga "B".     |

## Plantel campeón
Fuente: Manantial Deportivo Archivado el 27 de septiembre de 2016 en Wayback Machine..
- Leandro Ginóbili
- Diego Casemayor
- Leopoldo Ruiz Moreno
- Néstor Fabián Crivaro
- Paulo Graffigna
- Luis Emiliani
- Ariel Lima

DT: Pablo Coleffi